# وزارة العدل (تايلاند)
وزارة العدل التايلاندية هي وزارة مجلس الوزراء في حكومة تايلاند. والتي يناط لها مسؤولية نظام العدالة الجنائية في المملكة. بالإضافة إلى إدارة السجون ومساعدة الشرطة الملكية التايلاندية، تدير الوزارة أيضًا سياسات الحكومة لمكافحة المخدرات. يرأس الوزارة وزير العدل سوافان تانيوفاردانا.
تبلغ ميزانية السنة المالية 2017 حوالي 23,551 مليون باهت.

## تاريخ
تم تأسيس الوزارة في عام 1891 من قبل الملك شولالون كورن. الذي قام بتركيز النظام القضائي في البلاد. حيث تم دمج المحاكم الستة عشر في سبع محاكم.
في عام 1912، وخلال عهد الملك فاجيرافود شولالون كورن ، تم تقسيم الوزارة حينما تم تكليف محكمة العدل بالمسؤوليات عن الشؤون القضائية واحتفظت الوزارة بالمسؤولية عن المجالات القانونية والإدارية.
في عام 1991، أصدرت الجمعية الوطنية التايلندية قانون تحسين التنظيم الحكومي. إذ تشير المادة 21 من القانون إلى أن الوزارة ستكون مسؤولة عن إدارة محاكم العدل (باستثناء الأحكام القضائية ونظام العدالة الجنائية).